# Lee Myung-bak
Lee Myung-bak (Tiếng Hàn Quốc: 이명박, Hanja: 李明博, phiên âm: /ˈliː ˈmjʊŋˌbæk/, Hán-Việt: Lý Minh Bác, sinh ngày 19 tháng 12 năm 1941), là Tổng thống Hàn Quốc thứ 10 và đảm nhiệm nhiệm kỳ tổng thống thứ 17 của Hàn Quốc. Ông từng làm thị trưởng thứ 32 Thành phố Seoul và hiện nay ông là đảng viên thuộc Đảng Đại Dân tộc.
Ông đắc cử Tổng thống ngày 19 tháng 12 năm 2007 và nhậm chức từ ngày 25 tháng 2 năm 2008. Cuộc đời của ông có thể xem như một kỳ tích: từ một chú bé nhặt rác trở thành một nhà lãnh đạo doanh nghiệp và rồi thành Tổng thống với số phiếu ủng hộ cao nhất kể từ khi Hàn Quốc bắt đầu tiến trình dân chủ hóa từ thập niên 1980. Ông cũng có bút danh là Il-Song (일송, 一松; Nhất Tùng).
Năm 2020, Tòa án Tối cao Hàn Quốc tuyên mức án 17 năm tù đối với Lee Myung-bak về tội tham ô và hối lộ trong phán quyết. Ông được ân xá vào ngày 27 tháng 12 năm 2022.

## Thiếu thời và bối cảnh giáo dục
Lee Myung-bak sinh ra tại Nakakawachi-gun, Osaka (nay là Hirano-ku, thành phố Osaka), là một khu thường trú của dân Hàn tại Nhật Bản. Tên họ Nhật Bản trên giấy khai sinh là Tsukiyama Akihiro (月山明博 (Nguyệt Sơn Minh Bác)). Lee thuộc họ Lý Khánh Châu (Kyong Ju Lee-shi, 경주 이씨; Khánh Châu Lý thị), tên ghi trong gia phả là Lý Tướng Kinh, anh ruột là Lý Tướng Đắc. Sau này, mẹ ông đổi tên con thành Minh Bác.
Cha ông là Lee Cheung U (이층우, 李忠雨; Lý Trung Vũ) nguyên là nhân công tại một trại chăn nuôi ở Nhật Bản, lấy vợ là Chae Tae Won (채태원, 蔡太元; Thái Thái Nguyên), một người theo Cơ Đốc giáo; hai ông bà có bảy người con (bốn trai, ba gái). Lee là con thứ năm trong gia đình. Năm 1945, Chiến tranh thế giới thứ hai kết thúc, gia đình Lee trở về quê nội ở Pohang, Gyeongsang Bắc, Hàn Quốc.

Không được bao lâu thì Chiến tranh Triều Tiên bùng nổ. Ngày 25 tháng 6 năm 1950, Bắc Triều Tiên bất ngờ mở cuộc tấn công Nam Hàn. Gia đình Lee phải di tản, bỏ quê cũ lánh vào ngôi chùa sanh sống tạm bợ, túng thiếu, bữa có bữa không, khác hẳn thời kỳ ở Nhật khi cha ông kiếm được tiền cho các con đi học.
Vì phải giúp cha mẹ từ nhỏ, Lee từ khi xong tiểu học đã phụ việc kiếm tiền, khi thì nhặt rác, bán diêm quẹt, bán bánh... Có lần Lee bị quân cảnh bắt vì tội bán hàng ở căn cứ quân đội.
Trong nhiều gia đình, trong những ngày cuộc sống khó khăn, học tập tại trường trung học là đặc quyền của số ít người được lựa chọn và những người khác phải hy sinh. Trong đại gia đình giống như gia đình của Lee, anh cả của Lee được coi là niềm hy vọng của gia đình. Điều đó có luôn nghĩa là anh chị em còn lại phải chấp nhận hy sinh cơ hội giáo dục đào tạo của họ cho việc hỗ trợ học tập của các anh trai và chị gái. Do đó Lee đã không hề suy nghĩ mình có thể đến trường theo học. Lee đã hỗ trợ mẹ bán bánh để kiếm tiền cho anh trai. Nhưng thầy của Lee khuyến khích Lee vào học lớp buổi tối, Trường Trung học Thương mại Dongji tại thành phố Pohang mà Lee có thể vừa làm việc ban ngày vừa học ban đêm với toàn bộ học bổng.
Sau 1 năm tốt nghiệp trung học, Lee thi đỗ vào Trường Đại học Cao Ly. Năm 1964, khi Lee còn là sinh viên đại học năm thứ 3, Lee ra tranh cử và thắng cử chức vụ chủ tịch hội đồng sinh viên. Trong năm ấy, Lee tham gia một cuộc biểu tình chống Hội đàm Hàn-Nhật của tổng thống Park Jung-hee. Lee đã chịu danh tiếng phạm tội vì hành vi tổ chức âm mưu, và bị quyết án 5 năm treo và 3 năm tù do Tòa án Tối cao Hàn Quốc. Lee bị cầm tù trong ba tháng ở trại giam Seodaemun (서대문형무소) tại Seoul.
Trong năm ấy, cuộc biểu tình do sinh viên chủ đạo đã đạt đến đỉnh điểm và ác cảm của quần chúng đối với ‘Hội đàm Seoul-Tokyo’, mà chủ trương bình thường hóa bang giao Hàn-Nhật, rất mãnh liệt .
Lee làm trưởng, dẫn 12,000 người tham gia biểu tình sinh viên tại Seoul vào tháng 6 năm 1964 và đã bị cầm tù theo án. Sau việc này, Lee được nhận danh hiệu ‘Thế đại thứ nhất của cuộc Biểu tình’.
Lee kết hôn với bà Kim Yun-ok (sinh năm 1947), hai người có ba con gái và một con trai. Lee là một tín hữu Cơ Đốc và là một trưởng lão tại Nhà thờ Trưởng Lão Somang tại Seoul.

## Quá trình công tác
Năm 1965, Lee bắt đầu làm việc ở Công ty Hyundai (lúc bấy giờ được gọi là Công ty Xây dựng Huyndai, một công ty quy mô vừa nhỏ), là một công ty được nhận giải thưởng về ký kết hợp đồng xây dựng đường cao tốc Pattani-Narathiwat tại Thái Lan. Dự án có tổng giá trị 5.2 triệu USD, là dự án xây dựng ở hải ngoại lần đầu tiên của Hàn Quốc. Mặc dù Lee là một nhân viên mới vào công ty nhưng được cử sang để phụ trách dự án tại Thái Lan. Dự án xây dựng đã hoàn tất thành công vào năm 1968, và Lee trở về Hàn Quốc thì được nhận giao nhiệm vụ quản lý nhà máy sản xuất máy móc thiết bị nặng thuộc công ty Hyundai tại Seoul.
Suốt trong 3 thập niên với Tập đoàn Hyundai, Lee có một biệt danh là "Xe ủi đất". Như một lần, Lee tháo rời một chiếc xe ủi đất để nghiên cứu cơ cấu vận hành của nó và cố tìm nguyên nhân khiến nó hư hỏng.
Lee trở thành giám đốc điều hành của công ty khi ông 29 tuổi (chỉ sau 5 năm từ khi Lee vào công ty) và chủ tịch hội đồng quản trị công ty khi ông 35 tuổi. Do đó, Lee trở thành một chủ tịch trẻ nhất ở Hàn Quốc cho đến bấy giờ. Năm 1988, Lee (47 tuổi) đã nắm giữ vị trí chủ tịch Công ty Xây dựng Hyundai.
Ngay sau khi hoàn thành xây dựng đường cao tốc Pattani-Narathiwat của Công ty Xây dựng Hyundai, ngành xây dựng Hàn Quốc bắt đầu tập trung vào những hạng mục khai thác mới ở các nước như: Việt Nam, Trung Đông, v.v...
Theo xu hướng giảm nhu cầu xây dựng tại Việt Nam trong những năm 1960, Công ty Xây dựng Hyundai chuyển hướng quan tâm đến Trung Đông, và mang đến thành tích thành công đầu tiên trong các dự án quốc tế chủ yếu như: Arab Sửa chữa & Đóng tàu, khách sạn Diplomat tại Bahrain và Dự án Cảng Công nghiệp Jubail, nổi tiếng là ‘Lịch sử vĩ đại trong thế kỳ 20’ tại Ả Rập Xê Út.
Lúc bấy giờ, tổng nhu cầu do các công ty xây dựng của Hàn Quốc đạt hơn 10 tỷ USD, và điều đó đã đóng góp lớn cho tình hình khủng hoảng kinh tế nhà nước cũng như khủng hoảng xăng dầu lúc bấy giờ.
Khi Lee bắt đầu làm việc cho Huyndai vào năm 1965, công ty hoạt động với quy mô 90 nhân viên, nhưng khi Lee rời công ty 27 năm sau, số nhân viên lên đến 160.000 người.
Vào những năm 1970, Lee Myung-bak tham gia vào một dự án cầu lớn ở Malaysia và thân cận với Phó Thủ tướng khi đó là Mahathir Mohamad.
Sau khi rời khỏi công việc cộng tác với Hyundai vào cuối năm thứ 27, Lee quyết định tham gia chính trường.

## Kinh nghiệm chính trị ban đầu
Năm 1992, Lee đã trải qua giai đoạn quá độ từ kinh doanh sang chính trị. Lee được bầu cử thành ủy viên Quốc hội lần thứ 14 của Hàn Quốc. Sau khi Lee làm ủy viên Quốc hội lần thứ 2 vào năm 1996 tại Seoul, Lee đã sử dụng nhiều chi phí trong quá trình hoạt động tuyên truyền tranh cử. Lee từ chức vào năm 1998 sau khi bị phát hiện số tiền 7 triệu won (HQ) trái phép với Luật Tranh cử.
Năm 2002, Lee đắc cử thị trưởng Seoul. Nhưng ông bị phạt do khởi phát cuộc vận động tranh cử sớm hơn quy định. Trong thời gian nhiệm kỳ, Lee đóng góp cho việc phục hồi dòng suối Cheonggyecheon, một thủy lộ trải qua Seoul.

### Thị trưởng Seoul

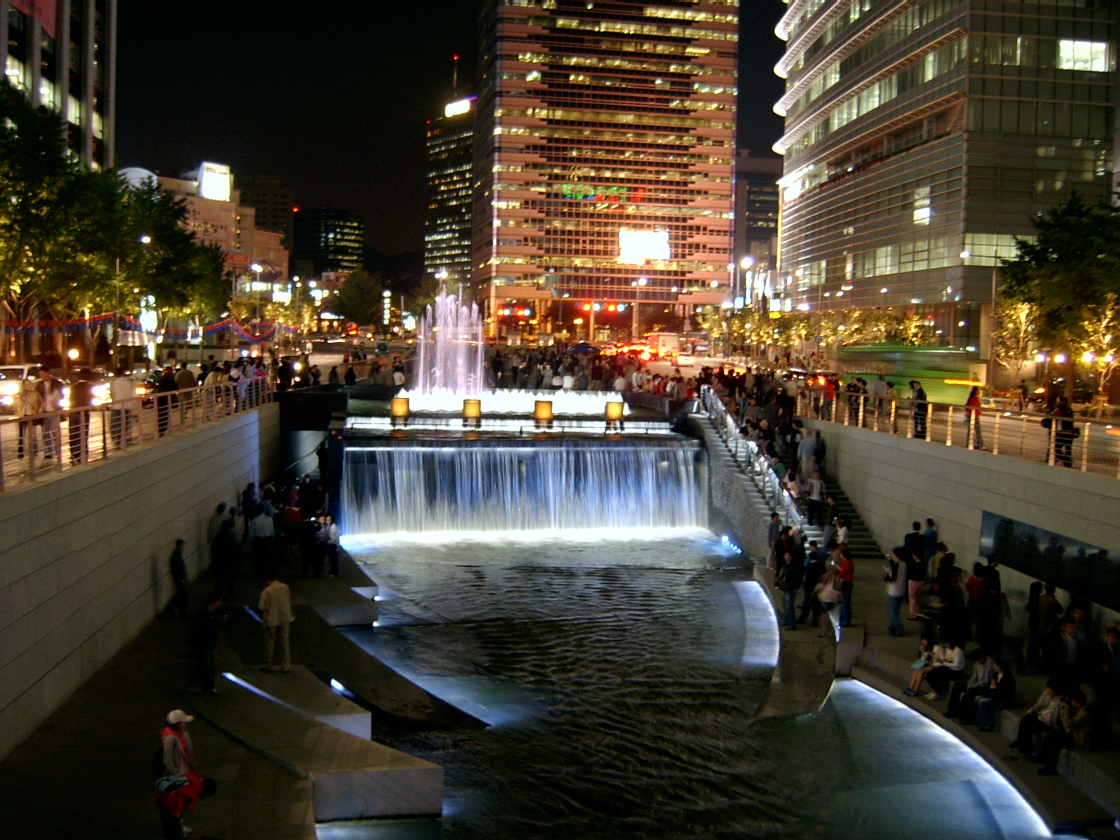
Phong cảnh Cheonggyecheon vào ban đêm

Sự đóng góp lớn nhất trong nhiệm kỳ thị trưởng Seoul của Lee là việc gỡ bỏ xa lộ trên cao cắt ngang khu trung tâm Seoul và xây dựng dòng suối Cheonggyecheon, nơi nghỉ ngơi công cộng có giá trị hàng triệu USD.
Thành tích chủ yếu của Lee trong nhiệm kỳ thị trưởng có thể nói chính là công tác phục hồi dòng suối Cheonggyecheon. Với những nỗ lực không ngừng của ông, hiện nay dòng suối này đang chảy qua trái tim của thủ đô Seoul và biến Seoul thành một nơi nghỉ ngơi công cộng hiện đại, đồng thời là một tài sản cho hệ thống sinh thái.
Không chỉ riêng mình nhân dân thủ đô Seoul mới tỏ lòng ngưỡng mộ Lee. Năm 2006, Asian Times đăng bài "Seoul, một thời từng được ví như một tượng trưng của một khối bê tông, đã thành công trong việc thay đổi bộ mặt của mình trong một dòng suối xanh và nay nó đang nhắc nhở nhân dân các nước khác trong khu vực châu Á về tình yêu đối với môi trường", kèm theo bức ảnh Lee đang nhúng chân vào nước suối Cheonggyecheon. Hơn nữa, vào tháng 10 năm 2007, cùng với Nguyên Phó Tổng thống Mỹ Albert Arnorld Gore Jr, Tổng thống Lee đã được Tạp chí Times bầu chọn là "Người anh hùng của Môi trường".
Một dự án khác cũng đầy tham vọng là rừng Seoul. Đây chính là câu trả lời của Seoul đáp lại Công viên Trung tâm (Central Park) của New York hoặc Công viên Hyde của Luân Đôn. Rừng Seoul cung cấp cho dân cư Seoul một không gian xanh rộng lớn với 400,000 cây và 100 loại động vật khác nhau, trong đó bao gồm cả hươu và nai. Chỉ sau một năm thi công, công viên này đã khai trương vào tháng 6 năm 2005.
Và khu vực nằm ngay trước Toà thị chính Thành phố Seoul chỉ là một quỹ đạo giao thông bằng bê tông. Tuy nhiên, World Cup năm 2002 đã cho thấy hữu ích của khu vưc này như thế nào khi sử dụng nó như một không gian văn hoá với cái tên Quảng trường Seoul. Vào tháng 5 năm 2004, người ta đã cắt băng khánh thành một công viên mới trong khu vực này, đó là một bãi cỏ nơi người dân Seoul có thế đến để giải trí hoặc tổ chức các buổi trình diễn văn hoá.

## Tranh cử Tổng thống

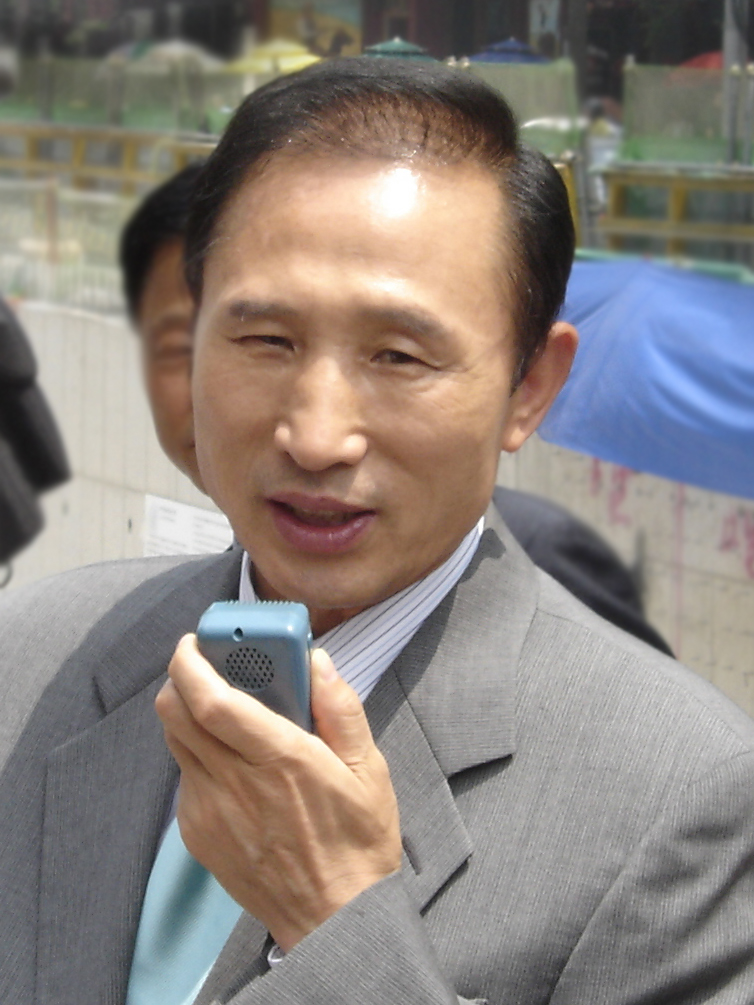
Lee Myung-bak năm 2005

Ngày 10 tháng 5 năm 2007, Lee chính thức tuyên bố tranh cử tổng thống với tư cách là ứng cử viên của Đảng Đại Dân tộc. Ngày 20 tháng 8 năm 2007, Lee đánh bại Park Geun-hye, cũng là một ứng cử viên của Đảng Đại Dân tộc, trong cuộc bầu cử sơ bộ để giành sự đề cử của đảng cho cuộc bầu cử tổng thống năm 2007. Trong thời gian này, Lee bị cáo buộc thủ lợi nhờ đầu cơ bất động sản trong khu Dogok, một quận có giá đất cao tại Seoul.
Vào tháng 8 năm 2007, cơ quan công tố phát biểu trong một thông cáo không chính thức rằng: "Chúng tôi đang nghi ngờ yêu cầu của anh trai của Lee về đất trong khu Dogok nhưng không xác minh được chủ sở hữu thực sự của tài sản".
Vào ngày 28 tháng 9 năm 2007, cơ quan công tố đã chính thức loại bỏ nghi ngờ rằng lô đất tại khu Dogok được sở hữu bằng tên vay mượn và thông báo: "Chúng tôi đã thực hiện tất cả các cuộc điều tra cần thiết bao gồm cả việc rà soát các vụ mua bán, xem xét lịch sử của nó, và kết thúc vụ kiện tại đây".
Vào tháng 12 năm 2007, vài ngày trước khi diễn ra cuộc bầu cử tổng thống, Lee tuyên bố ông sẽ trao tặng tài sản của mình cho xã hội.
Chương trình vận động tranh cử của Lee trình bày "747 đề án" nhằm vào các mục tiêu: tăng trưởng GDP hằng năm 7%, 40.000 USD/ người, và biến Hàn Quốc thành nền kinh tế lớn thứ bảy trên thế giới. Một trong những tuyên bố quan trọng Lee đã đưa ra là đề án Kênh Đào trên bán đảo Triều Tiên (한반도 대운하) chạy từ thành phố Busan đến Seoul mà ông tin tưởng rằng đây sẽ là con đường để dẫn tới sự phục hồi nền kinh tế. Các đối thủ của ông cho rằng đề án này là không thực tế và cần tính đến những khoản chi phí khổng lồ, trong khi những người khác tập trung vào khả năng chúng sẽ gây ra những hậu quả bất lợi cho môi trường.
Đưa ra những chỉ dấu cho thấy một lập trường khác với trước đây về Bắc Triều Tiên, Lee công bố một kế hoạch "toàn diện" với Bắc Triều Tiên thông qua các phương pháp đầu tư. Ông hứa thành lập với Bắc Triều Tiên một ủy ban tư vấn nhằm phát triển các mối quan hệ kinh tế. Ủy ban này có các tiểu ban về kinh tế, giáo dục, tài chính, cơ sở hạ tầng và phúc lợi với ngân quỹ lên đến 40 tỉ USD. Lee cũng vận động cho thỏa ước thành lập Cộng đồng Kinh tế Triều Tiên nhằm cung ứng bộ khung pháp lý cho các đề án được hình thành từ các cuộc thương thảo. Lee cũng đã kêu gọi việc thành lập các tổ chức viện trợ tại Bắc Triều Tiên như một cách để tách riêng viện trợ nhân đạo khỏi các buổi hội đàm về hạt nhân .
Tinh thần chính sách đối ngoại của Lee được gọi là chủ nghĩa MB, có thể giải thích là: thúc đẩy quan hệ "toàn diện" với Bắc Triều Tiên và tăng cường mối quan hệ hợp tác Hàn–Mỹ.

## Tổng thống Hàn Quốc (2008–2013)

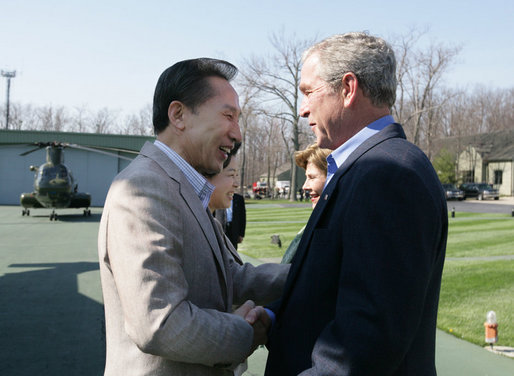
Lee đang bắt tay tổng thống George W. Bush trong chuyến thăm Camp David, Maryland, tại Mỹ vào ngày 18 tháng 4 năm 2008

Ngày 19 tháng 12 năm 2007 ông đắc cử với tỷ số 48,7% lá phiếu, vượt hai đối thủ Jeong Dong-yeong (26%) và I Hoe-chang (15%). Tuy nhiên, tỷ lệ cử tri đi bầu lần này lại thấp nhất trong lịch sử các kỳ bầu cử tại Hàn Quốc, và với số ứng cử viên đông nhất (106 người tranh cử tổng thống kỳ này). Ông nhậm chức vào ngày 25 tháng 2 năm 2008 cùng với cam kết về chấn hưng kinh tế, tăng cường mối quan hệ với Mỹ và thỏa thuận với Bắc Triều Tiên. Ông đã giành với tỷ số gần như 2 trên 1 trước đối thủ gần nhất của mình, Chung Dong-young của Đảng Dân chủ Mới Thống nhất Lớn. Cho đến nay, đây là tỷ lệ phiếu bầu chiến thắng lớn nhất kể từ khi thiết lập lại cuộc bầu cử tổng thống trực tiếp vào năm 1987. Ông tuyên thệ nhậm chức vào ngày 25 tháng 2 năm 2008, thề sẽ khôi phục nền kinh tế, tăng cường quan hệ với Hoa Kỳ và "đối phó" với Bắc Triều Tiên.  Cụ thể, ông Lee tuyên bố sẽ theo đuổi chiến dịch "ngoại giao toàn cầu" và tìm kiếm trao đổi hợp tác hơn nữa với các nước láng giềng trong khu vực là Nhật Bản, Trung Quốc và Nga. Ông còn cam kết tăng cường quan hệ Hàn Quốc-Hoa Kỳ và thực hiện chính sách cứng rắn hơn đối với Bắc Triều Tiên, những ý tưởng được quảng bá là Học thuyết MB.
Ông được xem là tổng thống Hàn Quốc được bầu đầu tiên có hiểu biết rộng về kinh doanh, từ một chú bé nhặt rác trở thành một nhà lãnh đạo doanh nghiệp, làm việc ở nhiều quốc gia khác nhau . Về mặt chính trị ông có khuynh hướng bảo thủ, chủ trương đường lối cứng rắn hơn với Bắc Hàn, khôi phục quan hệ thân thiết với Hoa Kỳ và đề cao kinh tế thị trường tự do.
Đặc biệt, Lee khẳng định rằng ông sẽ thúc đẩy vận động "Ngoại giao toàn cầu" và tìm kiếm phương thức hợp tác giao lưu tốt đẹp hơn với các nước làng giếng như: Nhật Bản, Trung Quốc, và Nga. Hơn nữa, Lee đảm bảo về việc tăng cường hợp tác giữa Hàn Quốc và Mỹ, đồng thời thi hành những chính sách cứng rắn hơn liên quan đến Bắc Triều Tiên, là những sáng kiến được thúc đẩy như Chủ nghĩa MB. Chủ trương của Lee là muốn khôi phục lại mối quan hệ tốt đẹp hơn với Mỹ thông qua tầm quan trọng lớn hơn về giải pháp thị trường tự do.
Sau 2 tháng từ khi Lee nhậm chức, tỷ lệ ủng hộ ông dừng lại ở 28%, và vào tháng 6 năm 2008 giảm xuống còn 17%. Tổng thống Bush và Tổng thống Lee đã thảo luận về việc thông qua Hiệp định Thương mại tự do Hàn - Mỹ (KORUS FTA), việc đang phải đối mặt với sự chống đối từ phía các nhà lập pháp của cả hai nước. Trong khi những thoả thuận của Lee trong cuộc họp cấp cao nhằm bãi bỏ một phần lệnh cấm nhập khẩu thịt bò Mỹ có thể sẽ loại bỏ bớt những vật cản trong quá trình phát triển KORUS FTA tại Mỹ thì người dân Hàn Quốc lại đang tỏ ra hết sức phẫn nộ đối với việc mở cửa cho phép nhập khẩu thịt bò Mỹ.
Chính phủ Hàn Quốc mới phát đi tuyên bố cảnh báo những phần tử phản đối quá khích sẽ bị xử phạt và các biện pháp sẽ được tiến hành nhằm ngăn chặn sự xung đột giữa cảnh sát và những người biểu tình. Và kết quả thăm dò dư luận của Thời báo Chosun đã khẳng định phần lớn người dân Hàn Quốc mong muốn chấm dứt các cuộc biểu tình đường phố nhằm phản đối nhập khẩu thịt bò Mỹ.
Cuộc biểu tình đã kéo dài trong suốt hơn 2 tháng và mục đích ban đầu của cuộc biểu tình thắp nến là phản đối việc nhập khẩu thịt bò Mỹ cũng đã bị thay thế bằng những mục đích khác, ví dụ như sự phản đối của những người biểu tình chống bạo lực. Thiệt hại gây ra cho các đơn vị kinh doanh xung quanh khu vực biểu tình là rất lớn và thiệt hại xã hội tối thiểu cũng đã lên đến con số là 3.751.300.000.000 won.
Do chính phủ đã trở lại ổn định hơn nên tỷ lệ ủng hộ chính quyền của Lee cũng đã đạt 32,8% với tốc độ tăng lên rất nhanh. Từ khi việc nhập khẩu thịt bò Mỹ được cho phép trở lại, càng ngày càng có thêm nhiều người dân Hàn Quốc bắt đầu mua thịt bò và hiện nay đang chiếm thị trường lớn thứ 2 tại Hàn Quốc, đứng sau thịt bò Úc.
Lee đang bắt đầu giành lại sức mạnh kinh tế của ông. Đề án tư nhân hóa các kinh doanh mặc dù hiện đại nhất nhưng trước hết là cần rất nhiều cải cách.

### Chính sách Quốc gia

#### Chính sách Giáo dục-Đào tạo
Nhằm giới thiệu hệ thống giáo dục thích hợp, chính quyền ông Lee đã thành lập Quỹ học bổng Nhà nước mà cung cấp dịch vụ cho vay và tư vấn cho vay đối với sinh viên. Hơn nữa, hiện nay chính phủ đang khuyến khích "chiến dịch thu trước – trả sau (Income contingency pay-later scheme)" để giúp các sinh viên gặp khó khăn nộp học phí.
Tuy nhiên, chính phủ đã chỉ định 82 trường trung học phổ thông tốt ở khu vực nông thôn trở thành trường bán trú và cung cấp ngân quỹ tổng số 317 tỷ, trung bình 3,8 tỷ một trường.
Chính quyền Lee Myung-bak có kế hoạch sử dụng lực lượng thanh niên Hàn Kiều ở Mỹ trong xúc tiến việc dạy tiếng Anh ngoài giờ trong các trường công lập ở khu vực thành thị với mục đích nâng cao chất lượng giáo dục.

#### Chính sách Kinh tế

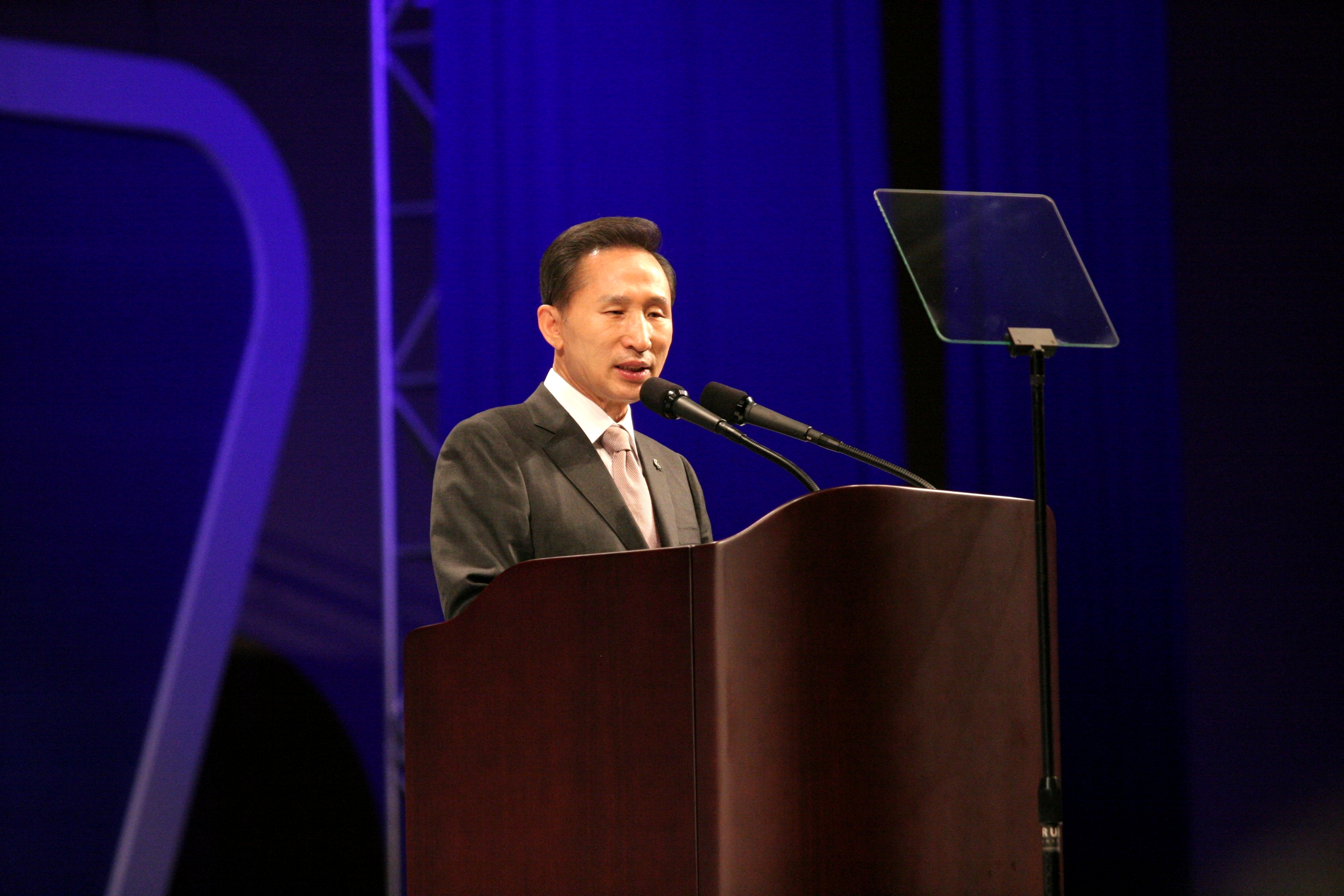
Lee Myung-bak trong bài phát biểu khai mạc cuộc họp cấp bộ trưởng OECD "Tương lai của nền kinh tế Internet" tại Seoul vào tháng 6 năm 2008

MBnomics là một thuật ngữ thích hợp với chính sách kinh tế vi mô của Lee. Thuật ngữ "MBnomics"này được hình thành từ tên của tổng thống Lee (Myung-bak: MB) ghép với một phần từ -Nomics của Kinh tế (Economics).
Kang Man-soo, Bộ trưởng Quy hoạch-Tài chính, được tán thành với việc sáng tạo và thiết kế MBnomics.
Tâm điểm cho việc mang lại sức sống mới cho nền kinh tế của ông Lee là đề án "Hàn Quốc 7.4.7". Đề án này được lấy tên từ các mục tiêu như: tăng trưởng kinh tế đạt 7% trong thời gian nhiệm kỳ của ông, GDP bình quân đầu người của Hàn Quốc hằng năm đạt 40.000 USD/người, và biến Hàn Quốc thành nền kinh tế lớn thứ bảy thế giới. Theo ông Lee, chính phủ của ông được trao nhiệm vụ tạo ra một Hàn Quốc mới, nơi mà "nhân dân sung túc, xã hội thân thiện và quốc gia vững mạnh". Để làm được điều này, Tổng thống có kế hoạch thực hiện theo một chiến lược thực dụng, triển khai các chính sách theo hướng "thân thiết" với thị trường, đó là Kinh tế Thị trường Thông minh, Chủ nghĩa Kinh nghiệm Thực dụng, Chủ nghĩa Dân chủ Tích cực.
Hiện tại ông Lee mong muốn thúc đẩy tăng thấp mức độ cacbon trong thập niên tới. Chính phủ hy vọng sẽ làm một cầu nối giữa nước giàu và nghèo đang đấu tranh đối với hiện tượng khí hậu ấm lên trên thế giới trong giai đoạn đến năm 2020 về phóng xạ nhà kính. Hiện tại, ông Lee muốn trong những thập kỷ tới chuyển sang phát triển hàm lượng các bon thấp. Chính phủ hy vọng trở thành cầu nối giữa các nước giàu và nghhèo trong công cuộc chống lại sự đe dọa toàn cầu bằng cách tự đặt ra mục tiêu đến 2020 cho hiệu ứng khí nhà kính.
Liên quan đến khủng hoảng tài chính của Mỹ gần đây, Tổng thống Lee nhấn mạnh tầm quan trọng của hợp tác bền vững giữa chính trị và kinh doanh. Ông Lee cũng đề nghị tổ chức một hội nghị 3 bên gồm Bộ trưởng Bộ Tài chính của Hàn Quốc, Nhật Bản và Trung Quốc nhằm mục đích phối hợp các lực lượng cảnh sát để đối phó với khủng hoảng tài chính.

### Chính sách đối ngoại
Mục đích đối ngoại của chính phủ hiện thời có thể được tóm tắt trong việc phục hồi lại bốn sức mạnh ngoại giao nhấn mạnh vào hạn chế sức mạnh huỷ diệt của vũ khí hạt nhân trên bán đảo Triều tiên. Để giải quyết vấn đề hạt nhân Bắc Triều tiên, rất cần đến sự hợp tác chặt chẽ giữa các nước trong đàm phán sáu bên.
Sự phát triển của liên minh Hàn - Mỹ dựa trên giá trị chung và lợi ích lẫn nhau là điều cốt yếu vì nó cho phép Hàn Quốc có được biện pháp đối phó và ảnh hưởng đối với các vấn đề như tình hình Bắc Triều tiên và Đông Bắc Á.
Dưới thời Tổng thống Lee Myung Bak, quan hệ liên Triều có xu hướng hòa hoãn nhưng chưa có bước tiến triển tích cực như thời Tổng thống Roh Moo Hyen hay Kim Dae Jung. Chính sách thắt chặt quan hệ với Hoa Kỳ của Lee khiến Miền Bắc không hài lòng.

#### Chính sách đối ngoại đối với CHDCND Triều Tiên
Mục đích tối thượng của chính quyền liên quan đến quan hệ liên triều dựa trên kế hoạch "phi hạt nhân, cởi mở, 3000" đòi hỏi sự nhân nhượng lẫn nhau và cùng có lợi giữa hai nước để đạt được nền kinh tế hiện đại và mang lại hạnh phúc cho nhân dân sống trên bán đảo triều tiên.
Tình hình liên triều hiện nay đang dần tiến tới giai đoạn quá độ quy mô lớn. Dù sao chính quyền đã chỉ rõ rằng sẽ theo đuổi một chính sách hữu ích hơn nữa mà cuối cùng là sẽ góp phần vào việc thống nhất trong hòa bình, ngay sau khi Bắc Triều tiên từ bỏ tham vọng hạt nhân và chấp nhận tiếp cận mở cửa hơn nữa.

## Bị bắt và xét xử
Lee Myung-bak bị bắt giam vào ngày 22 tháng 3 năm 2018, ông bị tòa án cáo buộc ít nhất 12 tội danh trong đó có việc nhận hối lộ 11 tỷ won (tương đương 10,2 triệu USD) của Cơ quan Tình báo nhà nước và các doanh nghiệp Hàn Quốc. Bên cạnh đó, là cáo buộc trốn thuế và chiếm đoạt 35 tỷ won từ một công ty mà Lee Myung-bak bí mật sở hữu.
Ngày 29 tháng 10 năm 2020, Tòa án Tối cao Hàn Quốc giữ nguyên mức án 17 năm tù đối với Lee Myung-bak về tội tham ô và hối lộ trong phán quyết.

## Tóm tắt Tiểu sử
| Năm (testing) | Nội dung                                                                                                 |
| ------------- | --- |
| 1941          | Sinh tại Osaka, Nhật Bản                                                                                 |
| 1945          | Hồi hương Hàn Quốc cùng gia đình                                                                         |
| 1965          | Tốt nghiệp khoa Quản trị kinh doanh, Đại học Korea tại Hàn Quốc. Vào làm việc ở Công ty Xây dựng Hyundai |
| 1970          | Làm giám đốc của Công ty Xây dựng Hyundai                                                                |
| 1977~1992     | Làm chủ tịch hội đồng quản trị của 10 công ty liên kết bao gồm cả Công ty Xây dựng Hyundai               |
| 1992          | Rời khỏi Tập đoàn Hyundai                                                                                |
| 1992~1996     | Làm ủy viên Quốc hội lần thứ 14 của Hàn Quốc                                                             |
| 1996~1998     | Làm ủy viên Quốc hội lần thứ 15 của Hàn Quốc                                                             |
| 2002~2006     | Làm thị trưởng Thành phố Seoul                                                                           |
| 2007          | Được bầu làm tổng thống lần thứ 17 của Hàn Quốc                                                          |
| 2008          | Làm Lễ nhậm chức tổng thống lần thứ 17 của Hàn Quốc                                                      |

Thông tin cá nhân
Lee Myung Bak kết hôn với phu nhân Kim Yoon Ok (Kim Nhuận Ngọc) và có bốn người con: ba con gái (Lý Châu Nghiên, Lý Thừa Nghiên, Lý Tu Nghiên) và một con trai (Lý Thủy Quỳnh).

## Sách
- 《Không có thần thoại》(신화는 없다, 1995)
- 《Although they say is Despair, but I look desperate hope》 (절망이라지만 나는 희망이 보인다, 2002)